# El Niño (opéra)
Cet article concerne l'œuvre lyrique. Pour les autres significations, voir El Niño (homonymie).
El Niño est un opéra en deux actes de John Adams sous forme d'oratorio et créé le 15 décembre 2000 au théâtre du Châtelet à Paris sous la direction de Kent Nagano. El Niño est dédié à Peter Sellars qui l'a mis en scène lors de la première.

## Livret
Cet oratorio sur la Nativité est écrit en anglais, espagnol et latin à partir de différents textes des poètes et écrivains Rosario Castellanos, Gabriela Mistral, Hildegarde de Bingen, Sor Juana Inés de la Cruz, Rubén Darío, Vicente Huidobro et de passages extraits de la Bible à la fois de l'Ancien Testament et du Nouveau Testament. Ils reprennent des scènes de l'Annonciation, de la Visitation et de la Fuite en Égypte.

## Scènes
Acte I
1. I Sing of a Maiden
2. Hail, Mary, Gracious !
3. La Anunciación
4. For With God No Thing Shall Be Impossible
5. The Babe Leaped in Her Womb
6. Magnificat
7. Now She Was Sixteen Years Old
8. Joseph's Dream
9. Shake the Heavens
10. Se habla de Gabriel
11. The Christmas Star

Acte II
1. Pues mi dios ha nacido a penar
2. When Herod Heard
3. Woe Unto Them That Call Evil Good
4. And the Star Went Before Them
5. The Three Kings
6. And When They Were Departed
7. Dawn Air
8. And He Slew All the Children
9. Memorial de Tlatelolco
10. In the Day of the Great Slaughter
11. Pues esta tiritando
12. Jesus and the Dragons
13. A Palm Tree

## Discographie
- sous la direction de Kent Nagano dirigeant l'Orchestre symphonique de Berlin avec le Theatre of Voices et le London Voices (2001), chez Nonesuch Records 7559-79634.